# Art de la Grèce antique
 (avril 2017).

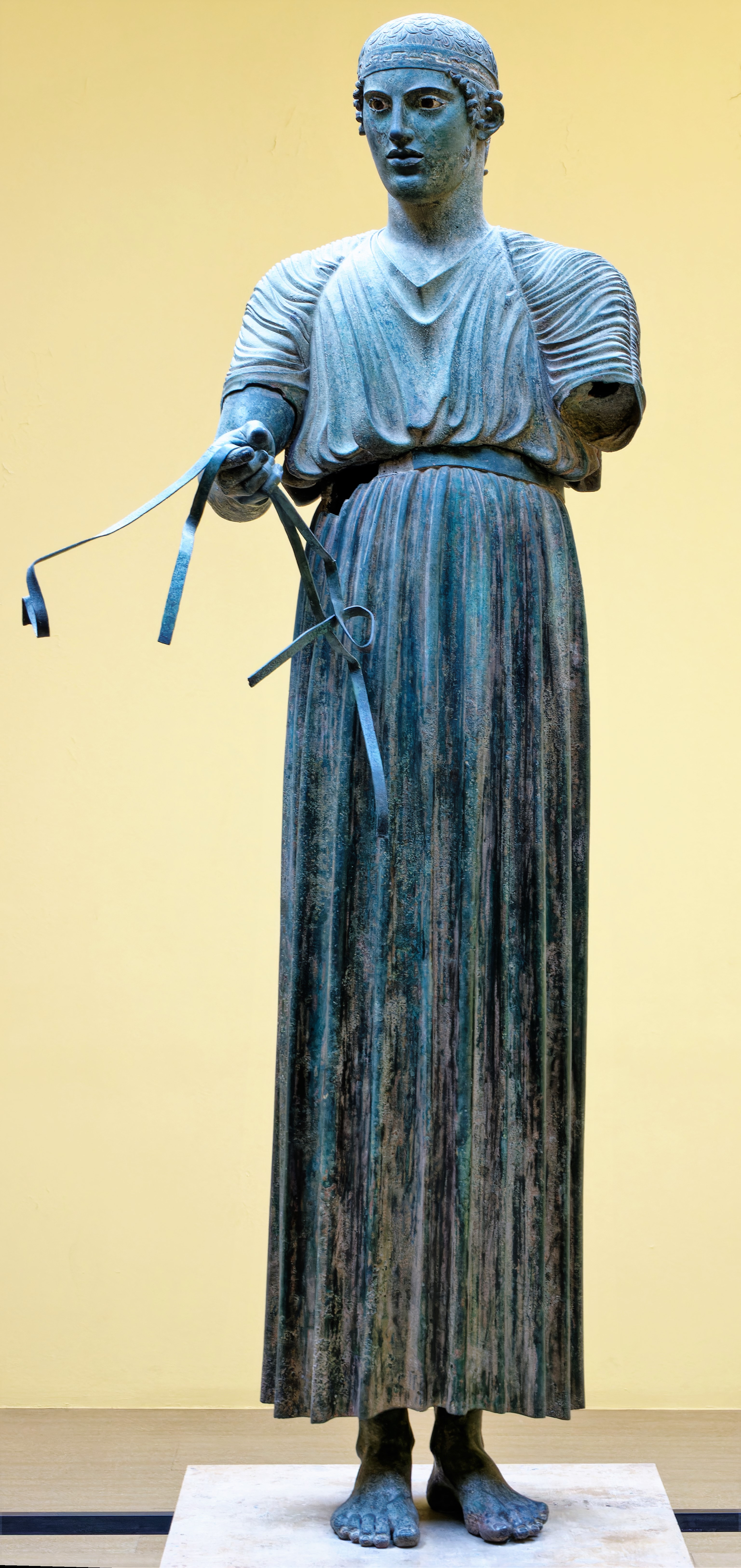
L'aurige de Delphes, Musée archéologique de Delphes. Un des plus beaux vestiges de la sculpture grecque antique, il date de 470 av. J.-C. et fait partie d'un plus large ensemble de statues qui fut offert au sanctuaire d'Apollon à Delphes par Polyzalos, frère d'un tyran de Syracuse. Il s'agit d'un bronze de la première époque classique, un des rares à avoir conservé ses yeux de verres originaux

L’art de la Grèce antique a exercé une influence considérable sur la culture de nombreux pays des temps anciens à nos jours, en particulier dans les domaines de la sculpture et de l'architecture. À l'ouest, l'art de l'Empire romain s'est largement inspiré des modèles grecs.
À l'est, les conquêtes d'Alexandre le Grand ont permis plusieurs siècles d'échanges entre les Grecs, l'Asie centrale et les cultures indiennes, ce qui a donné naissance à l'art gréco-bouddhique, avec ses ramifications jusqu'au Japon lui-même. Après la Renaissance en Europe, l'esthétique humaniste et les techniques sophistiquées de l'art grec ont inspiré plusieurs générations d'artistes européens. Jusqu'au XIXe siècle, le classicisme de l'art grec a fortement influencé l'art du monde occidental.

## Définitions

### Histoire de l'art
Les historiens de l'art définissent généralement l'art grec ancien comme l'art produit dans la région parlant le grec entre le XIIIe et le Ier siècle av. J.-C. Ils excluent généralement l'art des civilisations minoenne et mycénienne, qui existaient entre le XVe et le XIIe siècle av. J.-C. Bien qu'il se soit agi de cultures parlant le grec, il n'existe que peu ou pas de continuité entre l'art de ces civilisations et l'art grec ultérieur.
À l'autre bout de l'échelle de temps, les historiens de l'art s'accordent généralement pour dire que l'art grec ancien se termine avec l'établissement de la culture romaine dans le monde parlant le grec. Après cette date, ils estiment que l'art gréco-romain, malgré ses réalisations monumentales, s'est inspiré des modèles grecs plus anciens et a décliné lentement en qualité jusqu'à ce que l'avènement du christianisme mette fin à la période classique vers le Ve siècle (pour les périodes suivantes, voir Art romain et Art byzantin).
Il y a aussi une interrogation par rapport au mot « art » dans la Grèce ancienne. Le mot grec pour « art » est τέχνη / tékhnê, mais ce mot évoque avant tout la « compétence » ou l'« habileté ». Les peintres et les sculpteurs grecs ont acquis leur technique par l'apprentissage, souvent initiés par leur père puis par de riches patrons. Bien que certains soient devenus connus et admirés, ils n'avaient pas le même statut social que les poètes ou les dramaturges. Ce ne fut qu'à partir de la période hellénistique (après 320 av. J.-C.) que les artistes commencent à être reconnus comme une catégorie sociale à part entière.

## Styles et périodes
L'art de la Grèce ancienne est traditionnellement divisé en trois périodes stylistiques : la période archaïque, la période classique et la période hellénistique.
La période archaïque débute généralement au VIIIe siècle av. J.-C., bien qu'en réalité on sache peu de choses sur l'art grec durant les deux siècles précédents : ce sont les « siècles obscurs ». Les guerres médiques (480-448 av. J.-C.) sont souvent retenues comme limite entre la période archaïque et la période classique ; le règne d’Alexandre le Grand, qui dura de 336 à 323 av. J.-C., sépare la période classique de la période hellénistique. En réalité, il n'y eut pas de transition nette d'une période à l'autre. Les différentes formes d'art se développèrent à des vitesses différentes dans le monde grec et comme dans toute l'Histoire certains artistes travaillaient dans des styles plus innovants et avant-gardistes que d'autres.

## Vestiges et restes d'art grec antique

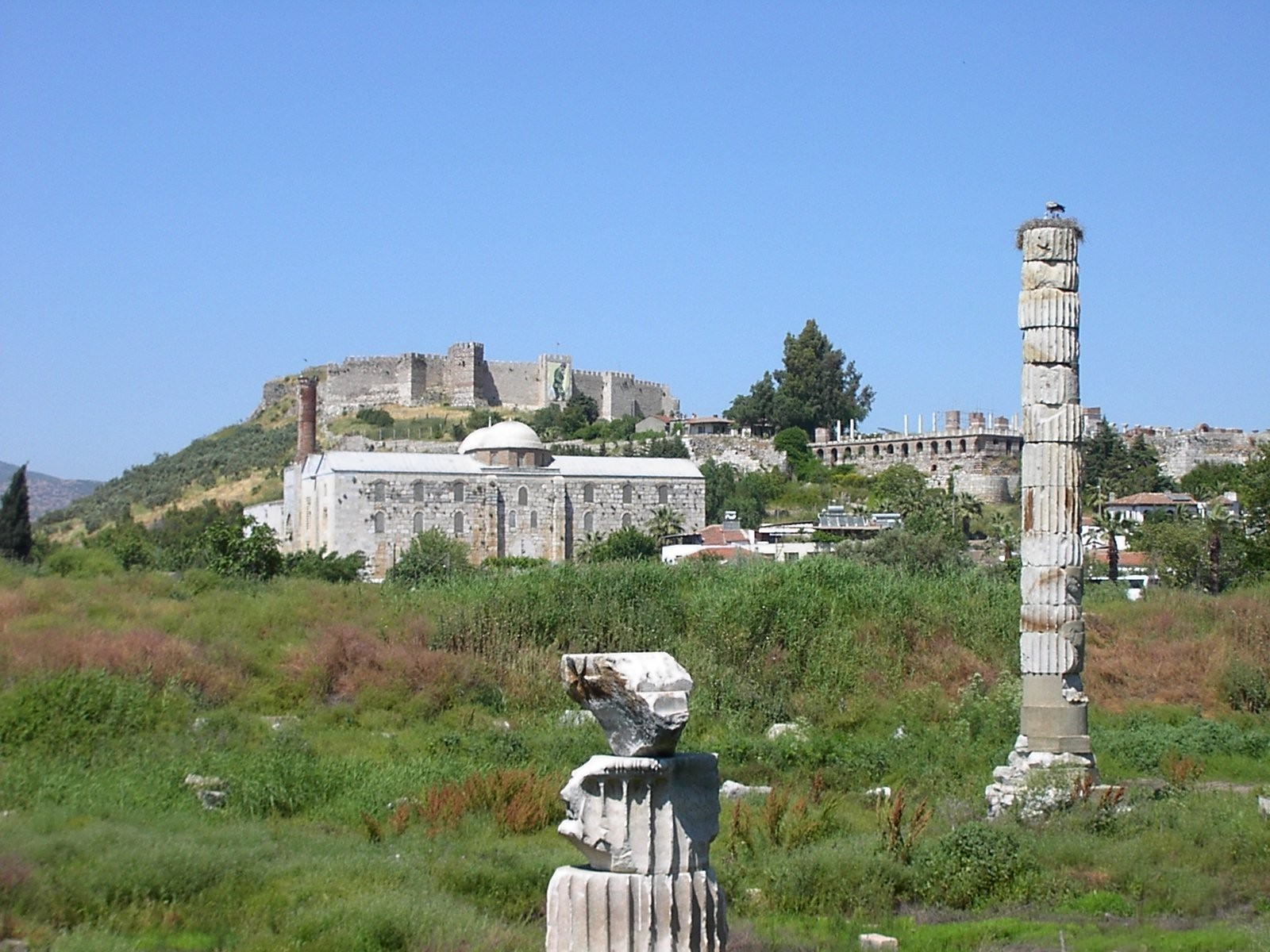
Une des sept merveilles du monde en ruine : cet ensemble de colonnes marque le site du Temple d'Artémis à Éphèse

L'art grec ancien a survécu jusqu'à nous sous la forme de sculpture et d'architecture mais également sous des formes d'art plus mineures comme la fabrication de pièces de monnaie, de poterie et de joaillerie. De la période archaïque, il reste beaucoup de poteries peintes mais ces restes donnent une fausse impression de l'étendue de l'expression artistique grecque. Les Grecs, comme d'autres cultures européennes, considéraient la peinture comme la plus noble forme d'art. Le peintre Polygnote de Thasos, qui travaillait dans le milieu du Ve siècle av. J.-C., était considéré par les grecs de la même façon qu'étaient considérés plus tard Léonard de Vinci ou Michel-Ange.
Les peintres grecs travaillaient principalement sur des panneaux de bois, qui furent rapidement abîmés après 400 av. J.-C., car ils n'étaient plus entretenus. Aujourd'hui, il nous reste peu de traces de la peinture grecque. Il demeure quelques exemples de terre cuite peinte et des peintures sur les murs de tombes, surtout en Macédoine et en Italie, mais aussi à Alexandrie, à Cyrène ou en Thessalie. Des chefs-d'œuvre de la peinture grecque, nous avons seulement quelques copies romaines, mais la plupart sont de qualité inférieure. La peinture sur la poterie, dont il reste beaucoup de vestiges, donne une idée de l'esthétique de la peinture grecque. Cependant, les techniques utilisées étaient très différentes de celles utilisées pour des peintures plus grandes.
Même dans les domaines de la sculpture et de l'architecture, seules quelques œuvres sont parvenues jusqu'à nous. Pour les chrétiens du IVe et du Ve siècle, détruire une œuvre païenne était un acte de piété. Le marbre brûlé était utilisé comme de la chaux et ce fut le destin de nombreuses statues de l'Antiquité au Moyen Âge. De même, par manque de métal pendant le Moyen Âge, on détruisit les statues en bronze de l'époque grecque ancienne. Les statues qui sont parvenues jusqu'à nous avaient été enterrées ou oubliées, ou dans le cas des bronzes, perdues en mer.
La grande majorité des constructions grecques n'ont pas survécu jusqu'à nos jours : soit elles ont été pillées pendant les guerres, soit elles ont été démontées pour utiliser les matériaux ou encore elles ont été détruites par des tremblements de terre fréquents en Grèce. Seuls quelques édifices, comme le Parthénon et le Héphaïstéion, à Athènes, ont été préservés. Des quatre merveilles du monde construites par les Grecs (la statue chryséléphantine de Zeus à Olympie, le Temple d'Artémis à Éphèse, le Colosse de Rhodes et le Phare d'Alexandrie) aucune n'a survécu.
Comme pour la période archaïque, la poterie peinte et la sculpture sont presque les seules formes d'art qui ont été conservées en qualité et en quantité. La peinture était à ses balbutiements à cette époque, et aucune œuvre n'a passé les siècles. Bien que le monnayage frappé ait été inventé au milieu du VIIe siècle av. J.-C., il était peu répandu en Grèce jusqu'au VIe siècle av. J.-C. (voir économie de la Grèce antique).

## La céramique
Les anciens Grecs fabriquaient de la poterie pour un usage quotidien et non pas pour les exposer ; les trophées gagnés aux jeux sont des exceptions. La plus grande partie de la poterie est constituée de récipients pour boire comme des amphores, des cratères (récipients pour mélanger le vin et l’eau), des jarres à eau (hydries), des bols de libation, des cruches et des coupes. Des urnes funéraires peintes ont également été retrouvées. Beaucoup de figurines en terre cuite étaient également produites, principalement pour servir d'offrandes dans les temples. Pendant la période hellénistique, une grande variété de poteries fut produite, mais la plupart n'ont que peu d'intérêt artistique.
Pendant les plus anciennes périodes, même les petites cités grecques produisaient de la poterie pour le marché local. Les styles et modèles étaient ainsi très variés. Vers la fin de la période archaïque et le début de la période classique, cependant, Corinthe et Athènes dominèrent sur le marché de la poterie. Leur production fut exportée vers tout le monde grec, chassant les variétés locales. Des productions de Corinthe et Athènes ont été retrouvées de l'Espagne à l'Ukraine et elles sont si communes en Italie qu'au XVIIIe siècle elles furent classées dans l'art étrusque. La plupart de ces poteries sont des productions de masse de qualité inférieure. En fait, à partir du IVe siècle av. J.-C., la poterie devient une industrie et la peinture sur poterie cesse d'être une importante forme d'art.

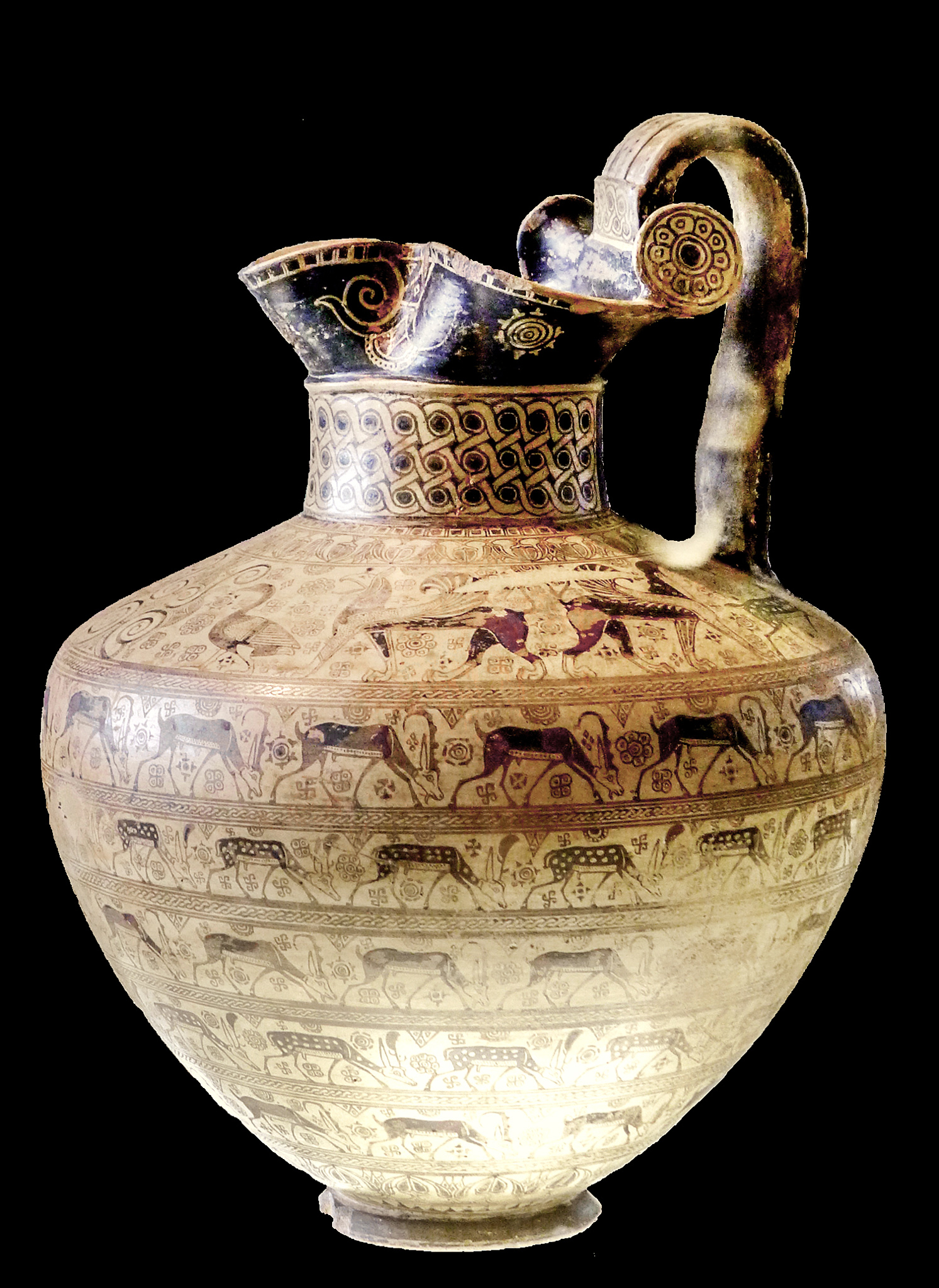
Œnochoé Levy. Style des Chèvres sauvages. H. 39,5 cm. Milet, v. 630. Époque orientalisante
Musée du Louvre E 658

L'histoire de la poterie grecque ancienne est divisée stylistiquement en périodes :
- l' époque protogéométrique à partir d'environ 1050 av. J.-C. ;
- l' époque géométrique à partir d'environ 900 av. J.-C. ; l' époque orientalisante vers 725 - vers 600 av. J.-C.
- l' époque archaïque couvre une grande part de l'époque géométrique, de l'époque orientalisante et celle de la céramique à figures noires ;
- la période de la céramique attique à figures noires à partir de 700 av. J.-C. ;
- et la période de la céramique à figures rouges à partir de 530 av. J.-C.

La gamme de couleurs qui pouvait être utilisée sur les poteries était restreinte par les techniques de cuisson : noir, blanc, rouge et jaune étaient les couleurs les plus courantes. Pendant les trois premières périodes, les poteries gardaient leur couleur naturelle claire avec quelques motifs noirs.

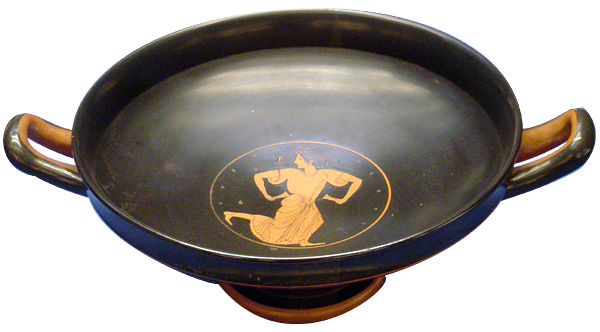
Tondo d'un kylix attique à figures rouges, (environ - 500) British Museum, Londres.

La poterie à figures noires, avec des détails en rouge et blanc et des incisions pour les contours et les détails est originaire de Corinthe (700 av. J.-C.) et fut introduite en Attique une génération plus tard. Elle fut très répandue jusque vers 500 av. J.-C. La poterie à figures rouges, inventée vers 530 av. J.-C., inversa cette tradition, en créant des poteries peintes en noir ornées de motifs rouges. Ce dernier style fit lentement disparaître le précédent.
Pendant les périodes protogéométriques et géométriques, la poterie grecque était décorée avec des motifs abstraits. Au cours des périodes suivantes avec les changements esthétiques et l'amélioration des techniques des potiers, les décorations prirent la forme de figures humaines, représentant souvent des dieux ou des héros de l'histoire et de la mythologie grecque. Les scènes de bataille et de chasse étaient également très populaires, avec des représentations de chevaux, que les grecs adoraient. Dans les dernières périodes, les représentations érotiques, hétérosexuelles ou pédérastiques devinrent communes.
La poterie grecque est souvent signée, parfois par le potier lui-même et plus rarement par le peintre. Des centaines de peintres sont cependant identifiables par leur style artistique.

## La sculpture

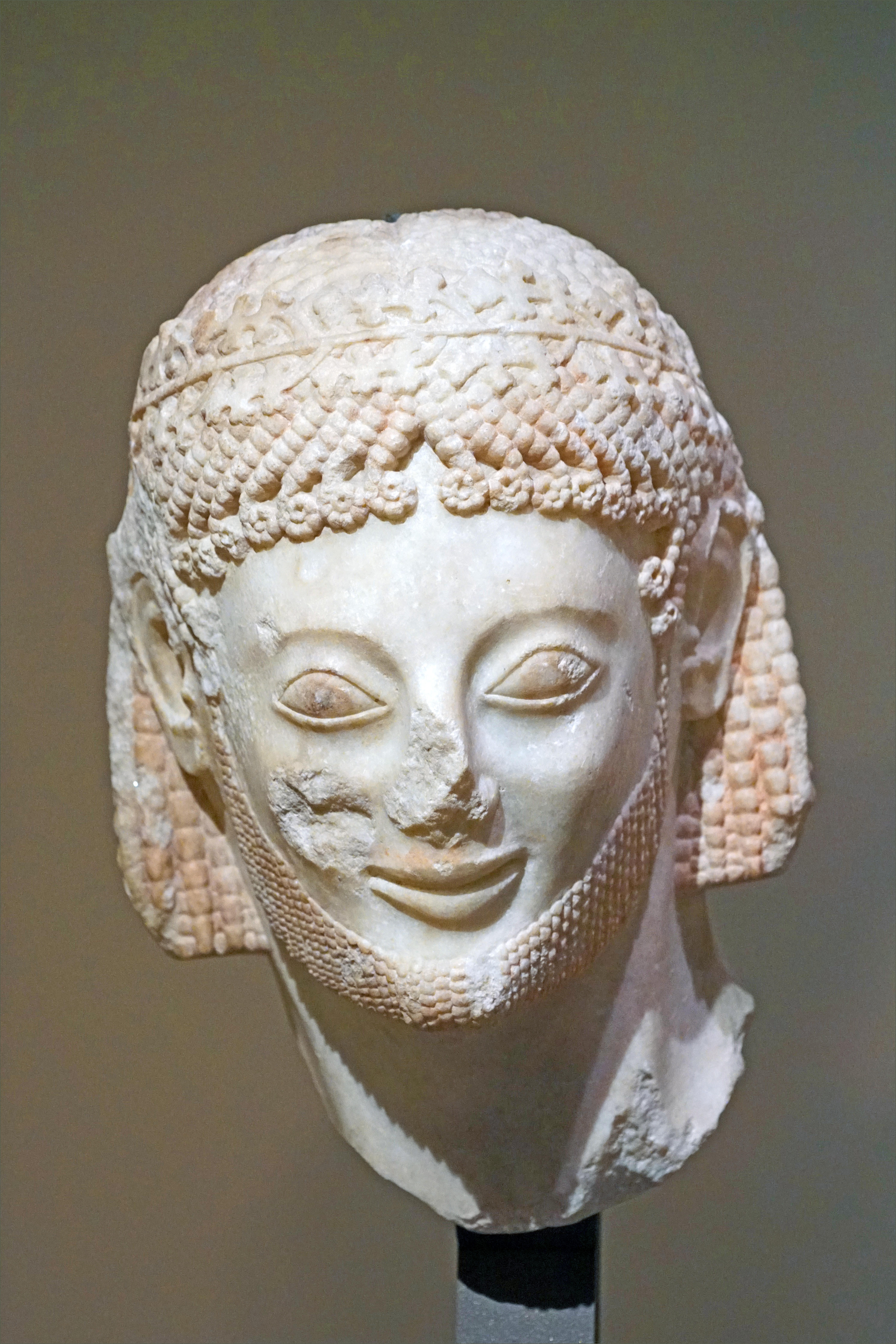
Tête d'homme, dit le "Cavalier Rampin", Athènes vers 560-540 av. J.-C., Paris Musée du Louvre

La sculpture est de loin la forme la plus importante d'art parvenu jusqu'à nous de la Grèce antique, même si seuls quelques vestiges restent. La sculpture grecque, souvent sous la forme de copies romaines, a beaucoup influencé la Renaissance italienne et est resté le modèle classique de la culture européenne jusqu'à la fin du XIXe siècle.
Les Grecs ont considéré très tôt que la représentation du corps humain était le sujet le plus important du travail artistique. Puisque leurs Dieux avaient une apparence humaine, il n'y avait pas de distinction entre le sacré et le profane ; le corps humain était à la fois profane et sacré. Un homme nu pouvait être aussi facilement Apollon ou Hercule ou un champion de boxe olympique. Pendant la période archaïque, la forme la plus importante de sculpture était le kouros (pluriel kouroi), un homme nu debout. La korê (pluriel korai), une femme debout, était également répandue mais comme la société grecque ne permettait pas l'exposition de la nudité féminine (jusqu'au IVe siècle av. J.-C.) elle reste toujours vêtue.

### La période archaïque
Comme pour la poterie, les Grecs ne produisaient pas des sculptures pour des expositions artistiques. Les statues étaient commandées par des aristocrates ou par l'État et utilisées pour des mémoriaux, comme offrandes à des temples, des oracles ou des sanctuaires (comme souvent indiqué sur les statues), ou sur des tombes.
Pendant la période archaïque, les statues n'étaient jamais des représentations de personnages contemporains. Elles étaient la représentation d'un idéal de beauté, piété, honneur ou sacrifice. Il s'agissait toujours de représentations de jeunes hommes, entre l'adolescence et l'âge adulte, même quand les statues étaient placées dans les tombes de personnes (présumées) plus âgées.

### La période classique
Pendant la période classique, il y eut une révolution dans la statuaire grecque souvent associée à l'avènement de la démocratie athénienne et la fin de la culture aristocratique associée aux kouroi. La période classique vit des changements autant dans le style que dans la fonction de la sculpture. Les poses devinrent plus naturelles (voir l’aurige de Delphes) et la technique évolua beaucoup dans la description du mouvement des corps. À partir du Ve siècle av. J.-C., les statues commencèrent à représenter de vraies personnes.

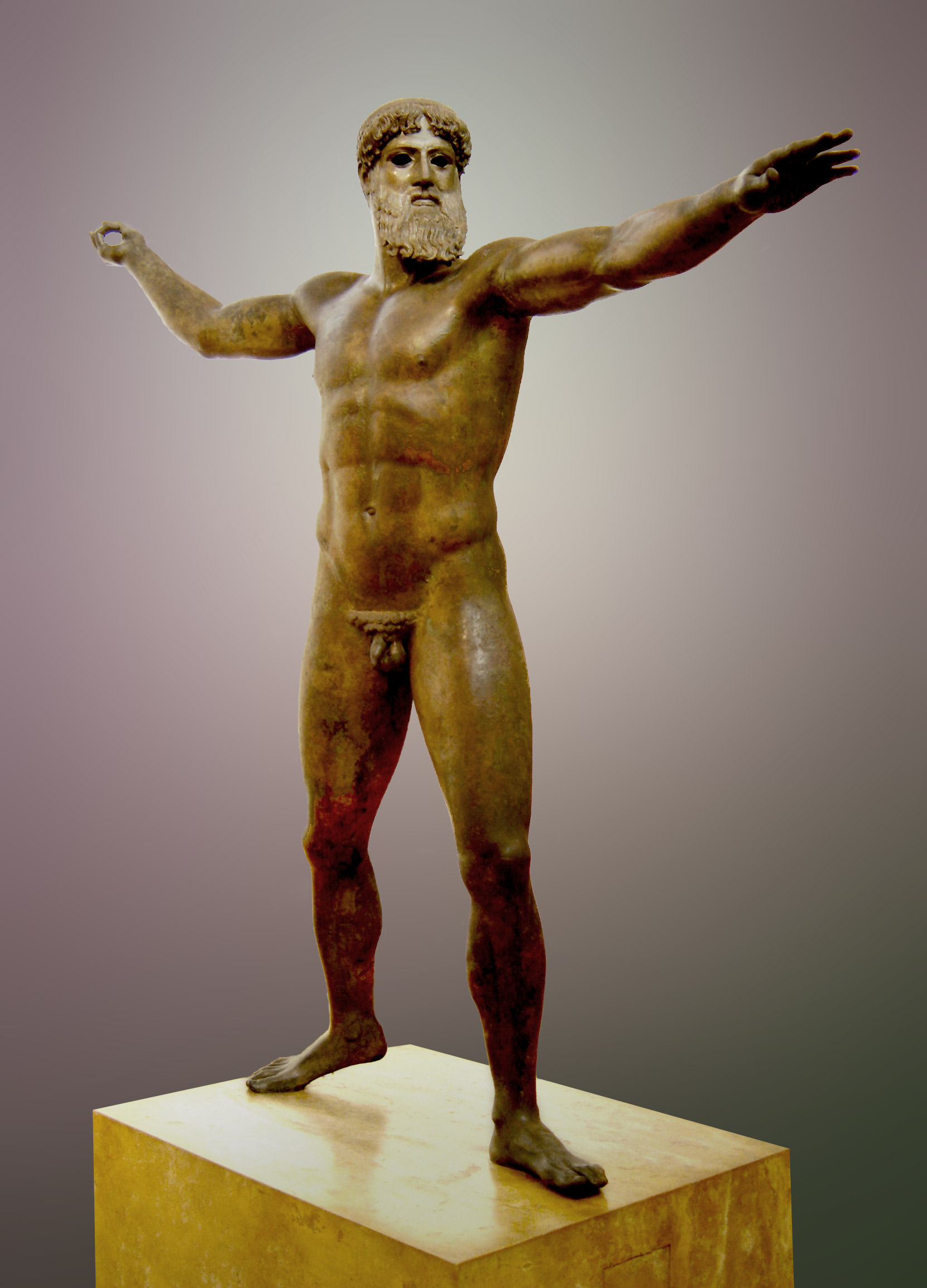
Dieu de l'Artémision, vers 460 av. J.-C., Musée national archéologique d'Athènes

Pendant cette période, les statues eurent d'autres utilités. Les grands bâtiments publics de l'ère classique comme le Parthénon à Athènes, ont créé le besoin de statues décoratives, particulièrement pour remplir la forme triangulaire des frontons : une difficulté esthétique et un défi technique qui firent beaucoup pour stimuler l'innovation dans la sculpture. De ces sculptures, il ne reste que des fragments, les plus fameux d'entre eux étant les marbres du Parthénon, dont la plupart sont visibles au British Museum.
La statuaire funéraire évolua des kouroi statiques et impersonnels de la période archaïque vers des groupes familiaux très personnalisés de la période classique. Ces monuments funéraires sont le plus souvent situés autour d'Athènes, où se situaient à l'époque les cimetières. Bien que certaines de ces statues représentent des situations idéalisées : la mère en pleurs, le brave fils ; elles représentaient de plus en plus des personnes réelles. Ce sont les restes les plus intimes et touchants de la civilisation grecque antique.
Les plus grandes œuvres de la période classique, la statue chryséléphantine de Zeus à Olympie et la statue d'Athéna Parthénos (toutes les deux réalisées par Phidias ou sous sa direction), ont été perdues, bien que des copies plus petites et de bonnes descriptions demeurent. Leur taille et leur magnificence ont amené plusieurs empereurs de l'époque byzantine à les confisquer pour les amener à Constantinople, où elles furent détruites plus tard dans des incendies.

### La période hellénistique

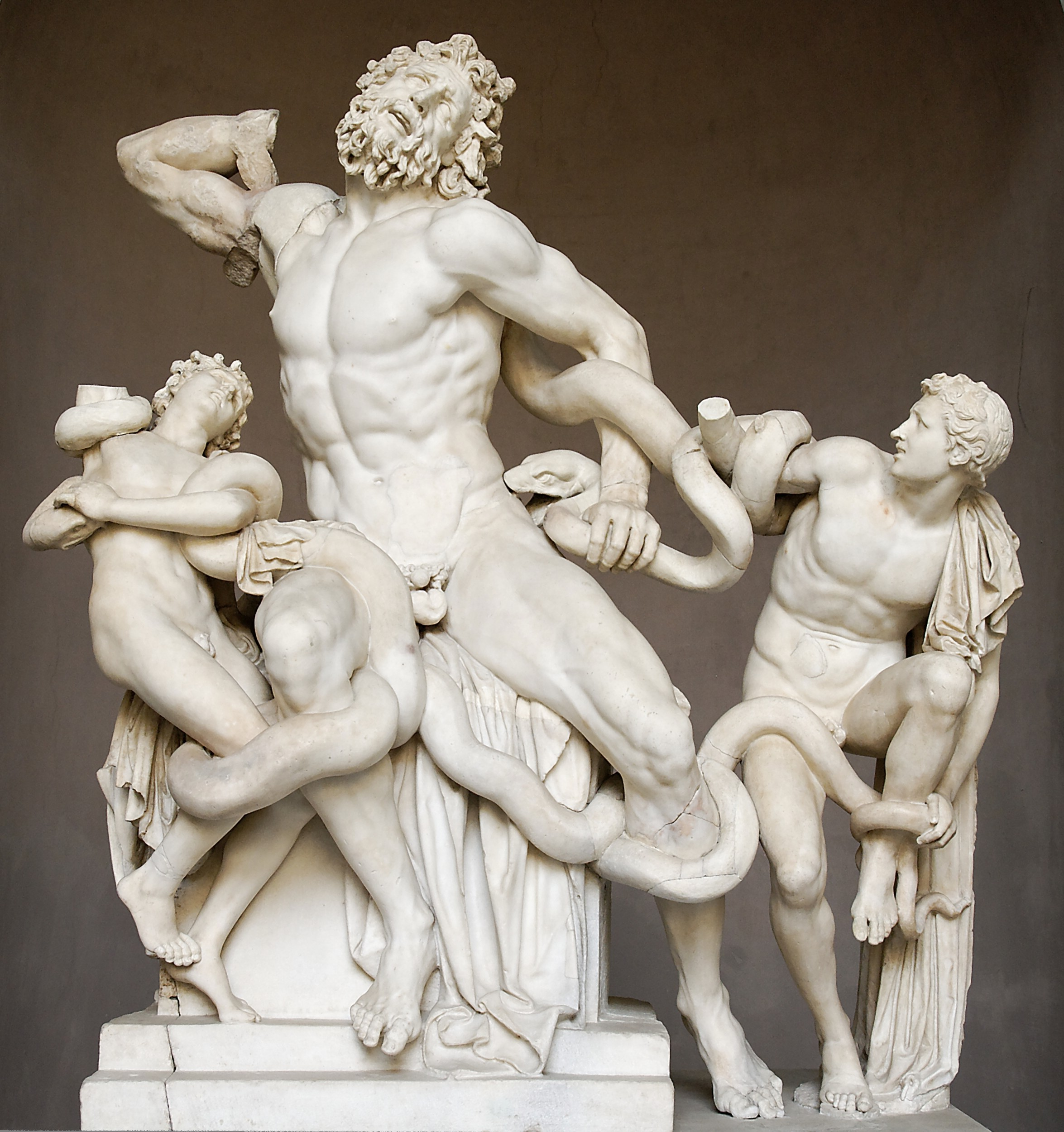
Groupe du Laocoon (fin de la période hellénistique), musée Pio-Clementino

La transition de la période classique à la période hellénistique eut lieu pendant le IVe siècle av. J.-C. Après les conquêtes d'Alexandre le Grand (de 336 à 323 av. J.-C.), La culture grecque s'étendit largement jusqu'à l'Inde. Elle devint ainsi plus diversifiée et plus influencée par les cultures orientales, au détriment de la qualité et de l'originalité des œuvres. De nouveaux centres de la culture grecque se développèrent à Alexandrie, Antioche, Pergame, et dans d'autres cités. Vers le IIe siècle av. J.-C., le pouvoir croissant de Rome absorba beaucoup des traditions grecques ainsi qu'une proportion croissante de ses produits.
Pendant cette période, la sculpture devient de plus en plus naturaliste. Les gens du peuple, les femmes, les enfants, les animaux et les scènes domestiques devinrent des sujets de sculpture, qui étaient commandées par de riches familles pour l'ornement de leurs maisons et de leurs jardins. Des portraits réalistes d'hommes et de femmes de tous âges furent produits, et les sculpteurs n'étaient plus obligés de les représenter comme des idéaux de beauté et de perfection physique. Pendant ce temps, les nouvelles cités hellénistiques s'érigeant en Égypte, en Syrie et en Anatolie avaient besoin de statues montrant les dieux et les héros de la Grèce pour orner leurs temples et leurs places publiques. Ces besoins firent de la sculpture, comme de la poterie, une industrie avec comme conséquences une certaine standardisation et une baisse de qualité. Pour ces raisons, beaucoup des statues de la période hellénistique ont survécu.
Les sculptures hellénistiques les plus connues sont la Victoire de Samothrace (Ier ou IIe siècle av. J.-C.), la statue d'Aphrodite de l'île de Melos connue sous le nom de la Vénus de Milo (milieu du IIe siècle av. J.-C.), le Gaulois mourant (v. 230 av. J.-C.) et le groupe monumental groupe du Laocoon (fin du Ier siècle av. J.-C.). Toutes ces statues montrent des thèmes classiques, mais leur traitement est beaucoup plus émotionnel que les statues austères de la période classique.
La sculpture hellénistique fut aussi marquée par une augmentation d'échelle, qui trouve son apogée dans le Colosse de Rhodes (fin du IIIe siècle av. J.-C.), qui était de la même taille que l'actuelle Statue de la Liberté. Les conséquences combinées des tremblements de terre et des pillages ont détruit ce chef-d'œuvre comme beaucoup d'autres œuvres de cette période.

## L'architecture

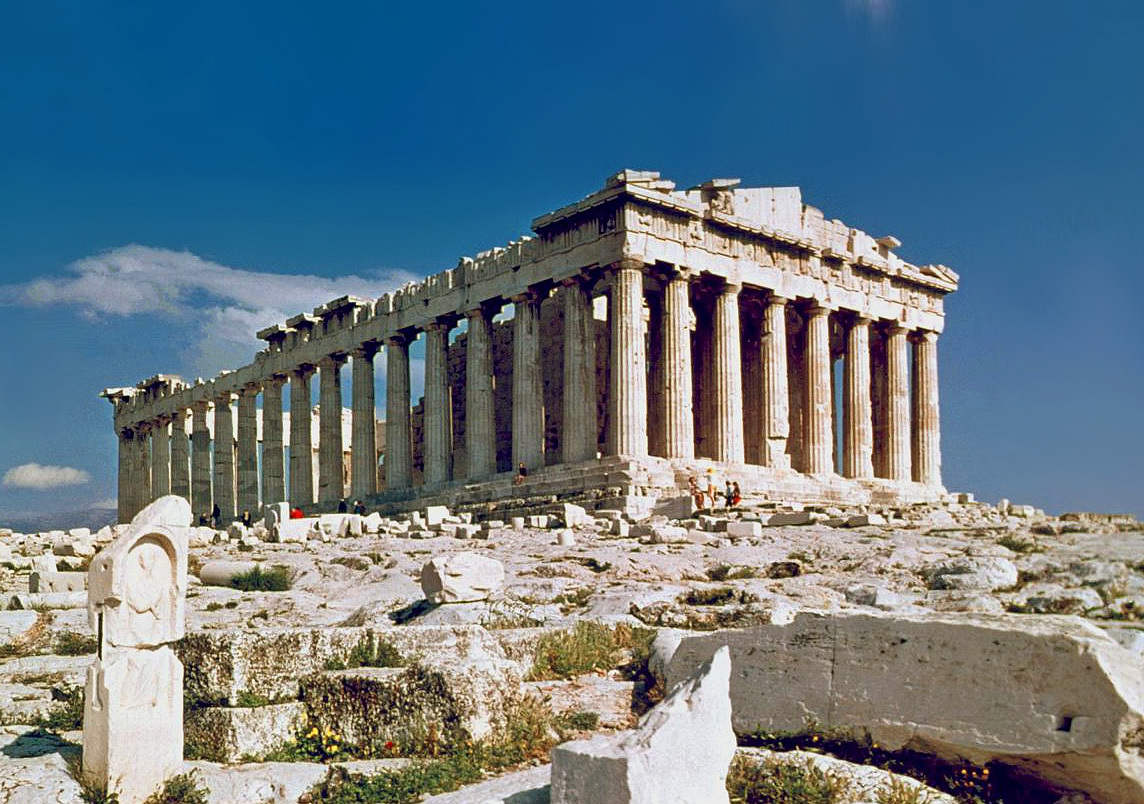
Le Parthénon en 1978

L'architecture se développa en Grèce à la fin de la période mycénienne (du XIIe jusqu'au VIIe siècle av. J.-C.). Cependant, ces constructions étaient en bois ou en briques, ce qui explique qu'il n'en reste rien à part quelques bases ; c'est à l'époque archaïque (au début du VIe siècle av. J.-C.) que les matières légères furent remplacées par de la pierre ou du marbre. Elle connut son apogée durant l'époque classique. La plus grande partie des connaissances sur l'architecture grecque provient des quelques restes de constructions des époques classique, hellénistique ou romaine — puisque l'architecture romaine a beaucoup copié celle de la Grèce et qu'il n'y a presque pas de sources écrites sur l'architecture plus ancienne ou sur la description de bâtiments. Les temples sont les seules constructions qui ont survécu en nombre.